# Da Correggio

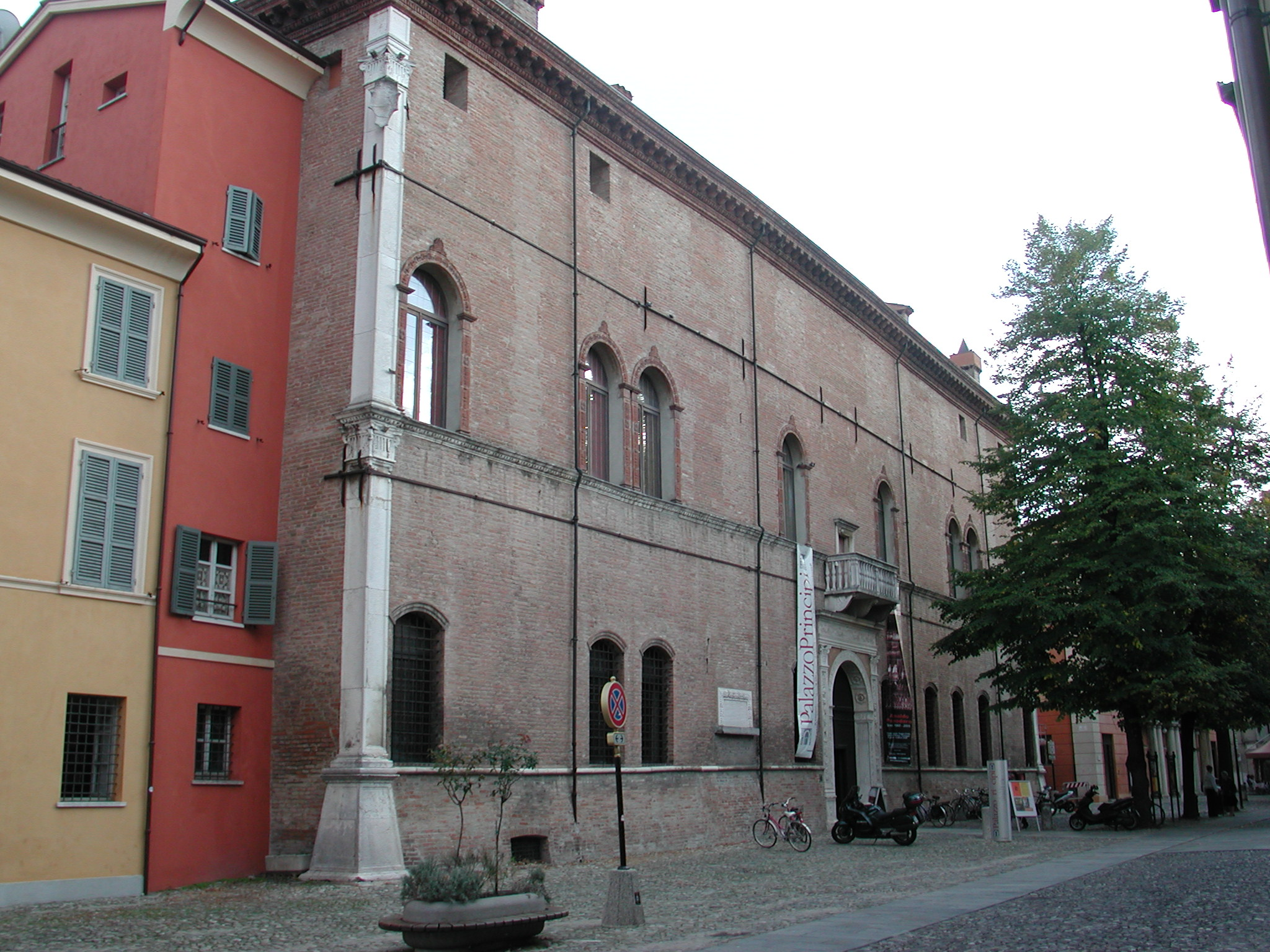
Correggio, Palazzo dei Principi

I Da Correggio furono una potente e influente famiglia nobiliare italiana, possidente di molti feudi facenti oggi parte dell'odierna regione dell'Emilia-Romagna.
La famiglia, tra le molte, esercitò la propria signoria sulla città di Parma e, soprattutto, su quella di Correggio, dalla quale trassero proprio il cognome familiare. Sugli altri feudi e territori in cui governarono ebbero vari titoli, tra cui: signore, podestà, capitano del popolo. La propria Signoria venne innalzata prima a Contea, nel 1452, e poi a Principato, nel 1616, ottenendo così i rispettivi titoli di Conte e Principe di Correggio. Inoltre, i membri di un ramo cadetto della famiglia, estintosi nel 1528, furono anche Signori e Conti di Casalpò.
Per via dello stemma di famiglia, che per pura casualità è identico a quello della dinastia austriaca degli Asburgo, spesso i membri di questa casata si fecero chiamare Correggio d'Austria e come tali sono talvolta tuttora conosciuti.

## Origini
Della famiglia Da Correggio nei primi secoli si hanno informazioni molto scarse, che si riducono spesso solo ai nomi e a tracce su documenti, acquisti, donazioni. Per questo, la ricostruzione dalle origini potrebbe avere qualche imprecisione o confondere i personaggi gli uni con gli altri. Anche per questo, per evitare maggiormente la confusione, qui di seguito i personaggi descritti qualora siano omonimi sono riportati con numerazione romana (come Gherardo I, II, III, eccetera).

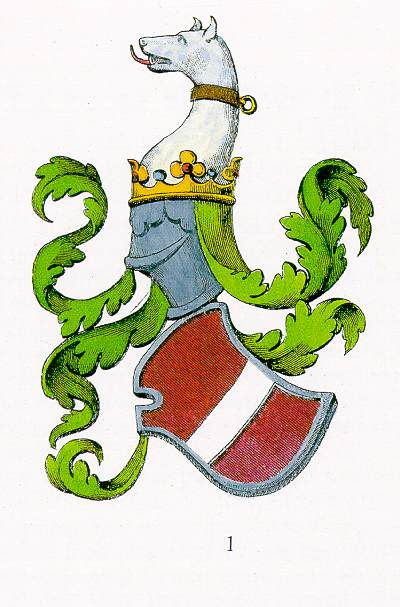
Antico stemma dei Da Correggio, anche con il levriero come cimiero.

Il capostipite della dinastia è individuato nella figura di un uomo di nome Frogerio, che professava di legge longobarda e che era figlio di un certo Guido e fratello di un certo Adalberto.
Frogerio viene considerato il primo possessore del castello di Correggio, sebbene non si sappia come ne venne in possesso, se fu proprio lui ad edificarlo o se lo conquistò. Lui e suo fratello vengono citati in una carta del 1009, redatta in castro Coregia, in cui si attesta che i due, donano a Sigeri, prete e rettore della Chiesa di San Michele Arcangelo di Correggio, alcuni beni in Gurgneto Glandada:
Frogerio et Adalberto germani, filiis quondam Widonis de comitatu Reiense ( ... ) donamus ( ... ) tibi Sigheri presbyter et rectores Sancti Michaelis archangeli sito ubi dicitur Corregia finibus regiense. È la prima carta, questa, che ci ricorda la casata.
Possedeva anche Ramoscello e Sorbara. Infatti sia sua moglie Agelburga che i figli vengono citati in documento del 1029 la vendita a Valdrada, figlia del marchese Oddone, di metà delle corti di Ramoscello e Sorbara.
Alla morte di Frogerio, avvenuta prima del o nel 1029, gli successero due figli maschi: Guido I e Gherardo I.
Guido era ancora vivo nel 1038, ma non ebbe figli. Gherardo, invece, svolse l'incarico di assistente nelle funzioni della contessa Matilde di Canossa e si trovava con lei nel 1076 durante un'assemblea in Marzaglia. Tramite la moglie Richelda, figlia del marchese Ugo, che era vedova nel 1080, sappiamo che Gherardo morì intorno a quella data. Gherardo ebbe due figli: Adelburga e Alberto I.
La figlia Agelburga fece, insieme alla madre, una donazione al Monastero di San Prospero di Reggio nel 1080. Il figlio Alberto fu il successore del padre Gherardo e continuatore della dinastia, che in questo periodo iniziale aveva i suoi membri noti come Figli di Frogerio.
Ad Alberto successe suo figlio Gherardo II, che portava il titolo personale di "conte" sebbene non se ne conoscono le origini e i metodi con cui l'ottenne. I suoi discendenti ottennero quel titolo solo nel 1452. Gherardo fece anche lui una donazione al Monastero di San Prospero di Reggio nel 1105 ed era ancora vivo nel 1109, quando venne citato in un documento accusatorio.
Da Gherardo II discese Matteo I, sebbene la sua posizione come suo figlio è incerta. Da Matteo discesero i fratelli Corrado e Gherardo III, e proprio tramite quest'ultimo si continuò la dinastia, che ottenne sempre più lustro e potenza. Infatti con Gherardo si allargarono i domini familiari grazie all'acquisto nel 1141 del castello di Campagnola dal longobardo Palmerio d'Albricone, nel 1143 di Corte Mantovana, Bosco dell'Argine e Corte Nuova dal comune di Reggio, e nel 1150 del castello di Montanara dal longobardo Lermanno; ottenne anche il feudo di Castelnovo di Sotto dal vescovo di Parma. Successivamente i suoi discendenti ebbero problemi e scontri per quanto riguarda i confini, che si risolsero inizialmente con la cessione di Campagnola, Bosco e Corte Mantovana in cambio dei castelli di Camporotondo, di Fosdondo e degli Orsi; ma già dal 1304 riuscirono a riottenere Campagnola e Bosco, a cui si aggiunsero Fabbrico e Bedollo, in cambio di un tributo pecunario pagato annualmente.
Da Gherardo III nacquero tre figli, una femmina e due maschi. La figlia, Beatrice, fu una monaca e badessa nel Monastero di San Tommaso a Reggio ed era ancora in vita nel 1090. Mentre dai due figli maschi, uno di nome Alberto II e un altro di nome ignoto, discesero due rami cadetti differenti: il ramo di Alberto II dal primo e il ramo di Gherardo IV dal secondo. Quest'ultimo prende il nome da suo figlio, nipote dunque di Gherardo III.

## Ramo di Alberto II
Del capostipite di questo ramo, Alberto, le notizie sono molto scarse. Di lui sappiamo che fu podestà di Reggio nel 1159, che in un documento del 1172 egli è riportato come signore di Correggio, e che nel 1174 fece molti acquisti di terreni.
Alberto fu, inoltre, padre di almeno quattro figli maschi: Tommaso, Alberto, Matteo II, Frogerio II.
Di Tommaso si sa che fu podestà di Ravenna nel 1227. Di Alberto si sa solo che morì dopo il 1189, poiché in quell'anno è riportato ancora in vita. Di Frogerio, invece, le notizie sono incerte poiché viene riportato come podestà di Modena nel 1211 e Ravenna nel 1214, ma potrebbe anche esserci una confusione con il nipote omonimo, figlio di Matteo. Per quanto riguarda Matteo, invece, le fonti sono più consistenti: infatti, si sa che fu podestà di Bologna nel 1196, 1197 e 1213, di Parma nel 1203, di Pisa nel 1208, di Cremona nel 1210, di Modena nel 1216, di Verona nel 1217, di Pavia nel 1220; fu inoltre legato di Parma presso l'imperatore Federico II di Svevia nel 1221. Inoltre, Matteo e Tommaso ottennero nel 1215 il feudo di Castelnovo di Sotto dal vescovo di Parma.
Frogerio II è riportato come padre di due figli, una femmina e un maschio. La figlia, Soffia, si maritò con un certo Ranieri degli Adelardi. Il figlio Guidotto, invece, fu un religioso e nel 1231 venne eletto e consacrato vescovo di Mantova; nel 1234 venne invece scelto per accompagnare Beatrice, figlia del marchese Aldobrandino I d'Este, in Ungheria, regno dello sposo Andrea II Arpad; nel 1235, infine, Guidotto venne barbaramente assassinato.
Invece da Matteo III nacque Frogerio III, suo successore, e che fu podestà di Modena nel 1211 e Ravenna nel 1214 (sebbene ci sia confusione con lo zio omonimo), e nuovamente di Modena nel 1216. Da quest'ultimo nacque un figlio, Giberto II, suo successore.
Da Giberto nacquero otto figli, tutti maschi: Jacopo, Matteo IV, Guidotto, Guglielmo, Gherardo, Cavalca, Guido III, Obizzo.
Della vita di Jacopo, Guidotto, Guglielmo, Cavalca e Obizzo non si conosce nulla; si sa solo che erano ancora tutti in vita nel 1264. Di Gherardo si sa che fu, probabilmente, un canonico di Reggio dal 1283. La vita di Matteo, invece, si confonde con quella di un suo omonimo (Matteo di Gherardo del ramo di Gherardo IV) ed è quindi probabile che alcuni incarichi da podestà di questo secondo Matteo siano invece attribuibili al primo Matteo; quasi sicuramente, questo Matteo fu podestà di Treviso nel 1270. Di Guido, infine, si sa che fu podestà di Mantova nel 1239 e 1242, di Faenza nel 1252, di Orvieto nel 1257 e di Lucca nel 1260.
Da Jacopo nacque Ungardo, che fu podestà di Pistoia nel 1286, di Siena nel 1298 e di Firenze nel 1299; assassinato da Pinuccio di Senaza nel 1303.
Da Guidotto nacquero due figli maschi, Gherardo e Bartolomeo, citati in un trattato del 1283; il primo dei due fu padre di Bartolomea, sposata nel 1326 a Matteo Boiardo.
Da Guglielmo nacque invece Bernardo, citato in un documento del 1281 e padre a sua volta di Guglielmo ed Ettore, i quali cedettero nel 1297 la loro parte del castello di Correggio al cugino Corrado.
Corrado, infatti, era figlio di Obizzo e fu podestà di Piacenza nel 1304 per volere di Giberto III da Correggio, ma, non appena quest'ultimo venne proclamato Signore di quella città, i cittadini in rivolta scacciarono il nuovo podestà.
Questo ramo si estinse.

## Ramo di Gherardo IV
Del capostipite di questo ramo, Gherardo IV, si sa che fece una donazione alla Chiesa dei Santi Quirino e Michele Arcangelo di Correggio nel 1173 e che, probabilmente, fu podestà di Modena nel 1203.
Gherardo lasciò un figlio, Giberto I, che venne citato in un documento del 1197 riguardante una controversia per i confini di Campagnola.
Giberto lasciò prole. Certa è la paternità di Gherardo V, mentre meno certa è quella di Roberto e di un terzo figlio dal nome ignoto. Roberto fu sovrintendente e amministratore della Chiesa dei Santi Quirino e Michele Arcangelo dal 1240. Il figlio dal nome ignoto, invece, fu il padre di un Obizzo, podestà di Reggio nel 1241, a sua volta padre di un Corrado (vivente almeno fino al 1293).
Gherardo, fu il successore di suo padre. Venne soprannominato "Gherardo de' Denti" per via della sua dentatura dalle notevoli dimensioni. Fu podestà di Modena nel 1236, di Parma nel 1238, di Reggio nel 1240, di Borghetto del Taro nel 1247, di Genova nel 1250. Professava legge romana, abbandonando quindi quella longobarda di famiglia, ed era di partito guelfo. Fece testamento nel 1257.
Gherardo ebbe da sua moglie Adelasia, figlia di Sigifredo de' Rossi, quattro figli, due femmine e due maschi. Delle due figlie una, Beatrice, si fece monaca; mentre l'altra, di cui si ignora il nome, si sposò con Simone de' Casalodi, conte di Casaloldo.
I due figli, invece, furono Guido II e Matteo III.
Matteo III ebbe un'intensa carriera. Fu, infatti, podestà di Piacenza nel 1250, di Firenze nel 1257, di Padova nel 1258, 1263 e 1269, di Bologna nel 1261 e 1282, di Treviso nel 1265 e 1266, di Mantova nel 1269. A Mantova cercò di divenire il padrone con ogni sforzo, fino a quando venne scacciato da Pinamonte Bonacolsi nel 1272. Continuò la sua carriera come podestà di Cremona, di Modena nel 1274 e 1283, di Perugia nel 1278, di Pistoia nel 1286, di Reggio nel 1288. Nel 1279 fu anche capitano del popolo di Parma. Dopo il 1288 non si hanno più sue notizie, forse morì, e lasciò un figlio illegittimo di nome Giberto, a sua volta padre di un poeta mediocre di nome Matteo anch'egli.
L'altro figlio, Guido II, ebbe anch'egli un'illustre carriera. Fu
podestà di Genova nel 1268, di Bologna nel 1270, di Piacenza nel 1283, di Modena nel 1284. Fu capitano del popolo di Firenze nel 1277 e di Modena nel 1283. Nel 1285 divenne il capitano dell'esercito di Parma, ottenendo un grosso potere e inimicandosi casa d'Este. Acquistò il Castello di Campegine, presso Gualtieri, nel 1298 e il 15 gennaio 1299 morì.
Tramite la discendenza di Guido proseguì la casata dei Da Correggio, i cui successivi membri discendono tutti proprio da lui. Infatti, sposato con Mabilia della Gente, lasciò sei figli, tre maschi e tre femmine.
Delle tre figlie, una, Lezarda, sposò il patrizio Jacopino da Cornazzone, mentre delle altre due non si conosce neppure il nome, ma si sa che una sposò Franceschetto Malaspina e l'altra sposò Sopramonte degli Amati di Cremona.
I figli maschi, invece, furono tutti e tre uomini d'arme. Biacquino si sa che era ancora in vita nel 1277. Matteo V, invece, fu sempre al servizio dell'illustre fratello Giberto e da lui fu nominato podestà di Reggio nel 1306 e per lui specialmente combatté contro i ghibellini e promosse i tumulti che scacciarono Falcone degli Enrici da Parma nel 1311; venne inoltre investito del feudo di Casaloffia e si sposò con Agnese, figlia di Matteo da Fogliano, ma non si conosce discendenza. Infine il terzo fu, per l'appunto, Giberto III.

### Ramo di Giberto III
Giberto III fu uno dei membri più illustri e potenti del casato dei Da Correggio.
Residente a Parma, si adoperò per far riammettere in città e fare perdonare dal Consiglio cittadino gli esiliati per via dei soliti scontri tra guelfi e ghibellini. Il 25 luglio 1303, giorno del rientro degli esiliati, fu un vero tripudio e Giberto venne acclamato; così, ben presto, l'entusiasmo mutò in fanatismo e Giberto venne nominato Signore di Parma con il titolo di "Difensore del Comune e Conservatore della Pace", ma questo potere non fu ininterrotto.
Così, ottenuta Parma, si interessò anche alle cause di Piacenza, Modena e Reggio; tuttavia, una volta liberate, queste tali volevano restare e non permisero a Giberto di divenire loro nuovo signore. Nella lotta contro i Cremonesi riuscì a sottrarre loro Guastalla. A un tratto, nel 1308, venne scacciato da Parma stessa, ma riuscì a riconquistarla subito con l'aiuto degli Scaligeri e dei Bonacolsi e a governarvi ancora per altri tre anni con il titolo di "Podestà dei Mercanti". Il suo governo diventò così più duro e scacciò, inizialmente, le potenti famiglie dei Rossi e dei Lupi per assicurarsi il potere.
Ricevette dall'imperatore Enrico VII la nomina a vicario imperiale di Reggio e l'investitura di Guastalla.
Abbandonò il partito ghibellino e passò ai guelfi, alleandosi con il re Roberto di Napoli e i Fiorentini. Riuscì così a riottenere Parma, che nel frattempo aveva brevemente perso, e Cremona, dove si fece proclamare signore assoluto. Tuttavia, il tradimento ai ghibellini non gli fruttò molto, anzi gli fece inimicare anche l'Imperatore e i vecchi nemici guelfi, come i Rossi, rimasero tali. Per questo dovette abbandonare Cremona, tenendo il dominio di Guastalla e delle sue antiche terre di famiglia. Per cercare di riottenere il potere di un tempo, cercò e riuscì a farsi proclamare Capitano generale di Parma, Cremona e della Lega Guelfa in Lombardia. Ma la lotta era aspra e infine venne scacciato definitivamente da Parma nel 1316, senza che vi fece mai più ritorno. Cercò di riottenere quindi Cremona, riuscendovi, ma subito i ghibellini gliela tolsero nuovamente. Nel 1319 fu nominato nuovamente Capitano generale dei Guelfi e riuscì così ad ottenere Pontremoli in vicariato.
Continuò la vita vacillando tra un partito e l'altro, morendo infine nel suo castello di Castelnovo di Sotto nel 1321.
L'illustre Da Correggio si sposò quattro volte. La prima con una Malaspina, sorella di Franceschino Malaspina. La seconda con una Da Camino. La terza, nel 1312, con Elena Langosco, figlia del conte Filippone Langosco. E la quarta, infine, nel 1314 con Maddalena, figlia di Guglielmo de' Rossi, la cui unione gli permise di riconciliarsi con quella famiglia che un tempo scacciò da Parma. Da questi matrimoni nacquero sette figlie e quattro figli (a cui si aggiunge uno illegittimo, Lombardino, uomo d'arme e padre di una Francesca, moglie di Orlandino di Canossa).
Dai suoi quattro figli maschi discesero quattro rami diversi, tutti estinti ben presto, tranne uno, che continuò la dinastia.
Infatti, dal primogenito e successore Simone († 1344) discese un ramo che si estinse già con suo nipote Ludovico, morto senza prole.
La linea di Giovanni, invece, si estinse ancora più velocemente, già con il figlio, Antonio; quest'ultimo venne creato cavaliere nel 1378 dai Visconti (che poi tradì nel 1397) e cedette la sua parte di Correggio a Guido di Azzo del ramo di Casalpò.
La linea di Azzo († 1367), così come accaduto al fratello Giovanni, si estinse anch'essa già con suo figlio Giberto; quest'ultimo fu podestà di Milano nel 1372 e la sua morte senza prole nel 1402 permise ai Visconti di impadronirsi di Guardasone, Scalogna, Colorno e Castelnovo.
Infine, solo la quarta linea, quella di Guido IV († 1345), prosperò fiorente e dalla quale discesero il Ramo dei Signori e Conti di Casalpò (da Azzo, figlio di Guido IV) e il Ramo dei Conti di Correggio (da Gherardo VI, nipote di Guido IV).
Delle imprese degne di nota dei fratelli Simone, Giovanni, Azzo e Guido ci fu certamente quella del 1341 in cui riuscirono a riconquistare Parma, che tennero sotto il proprio dominio fino al 1344, anno in cui fu venduta agli Este. La vendita di Parma fu il motivo di discordia e di rottura tra i quattro fratelli.

## Ramo di Gherardo VI e linea dei Conti di Correggio

Stemma araldico dei Conti di Correggio.

Con Gherardo VI († 1430), figlio di Giberto IV e nipote di Guido IV, la linea dinastica dei Da Correggio si perpetuò.
Infatti Gherardo ebbe numerosi figli, ovvero: Romulea e Irene (monache a Cremona), Giovanni (cittadino di Milano dal 1493, marito di Elisabetta Gonzaga e padre di Giovanna e Tommasina), Guiduccia (moglie di Feltrino Boiardo e morta dopo il 1457, anno del suo testamento), Dorotea (moglie di Tommasino Malaspina), una figlia dal nome ignoto (moglie di Agostino Isolani), Niccolò I, Manfredo I, Antonio I e Giberto VI. Ebbe anche almeno un figlio illegittimo, Brunorio, dal cui figlio Gherardo († 1495), sposato con Anna Sessi di Rolo, discese una famiglia detta dei Brunori (oggi estinta).
I figli maschi legittimi furono tutti, ad eccezione di Niccolò che morì molto giovane, uomini d'arme e creati cavalieri. Inoltre da loro discesero altri rami cadetti.
Da Niccolò († 1449) discese un ramo cadetto che si estinse nel 1517 con la morte senza figli del conte Giangaleazzo.
Da Antonio († 1474), invece, tramite un suo figlio illegittimo, Lionello, discese una linea che si estinse nel 1615.
Da Manfredo († 1474), infine, discese un ramo che si estinse nel 1552 con la morte di Ippolito, padre di Fulvia da Correggio; inoltre, da questo ramo ne discesero altri due: uno fu il Ramo di Borso (vero continuatore della linea dinastica) e un altro fu il Ramo di Girolamo (estintosi nel 1612).
Ma tra tutti i fratelli spicca certamente Giberto († 1455). In vita egli riuscì a strappare Brescello ai Visconti, ma fu poi costretto da loro a restituire i territori sottratti e anche a restituire Novellara e Bagnolo ai Gonzaga. Ma l'evento più rilevante è sicuramente quando nel 1452 Giberto ottenne dall'imperatore Federico III d'Asburgo il titolo di "Conte" e l'elevazione della Signoria di Correggio in Contea. A seguito di quest'occasione mutò anche lo stemma di famiglia.
Giberto ebbe una sola figlia, Agata, e la successione passò ai discendenti dei suoi fratelli.

## Ramo di Borso e linea dei Principi di Correggio

Stemma araldico dei Principi di Correggio.

Attraverso Borso († 1504), figlio di Manfredo I, la linea dinastica si perpetuò (infatti le altre linee si estingueranno tutte prima di questa).
Da Borso e sua moglie Francesca di Brandeburgo nacquero quattro figlie femmine e due figli maschi.
Tre delle femmine si fecero monache (Maddalena, Caterina e Margherita), mentre la quarta, Agnese, si sposò con il conte Gianmatteo Bolognini Attendolo.
I figli maschi, Manfredo II e Gianfrancesco II, furono invece entrambi conti di Correggio insieme ai cugini Ippolito e Girolamo.
Gianfrancesco morì nel 1531 e lasciò erede Chiara, sua unica figlia legittima, che andò poi sposa al già citato Ippolito. Chiara e Ippolito generarono una sola figlia, Fulvia.
Manfredo, invece, ebbe dalla moglie Lucrezia, figlia di Ercole d'Este di San Martino, ben tre maschi e quattro figlie femmine. Due delle femmine, Barbara e Bianca, si fecero monache; un'altra, Isabella, si sposò prima con Giberto Pio di Sassuolo e poi con Ottavio Gonzaga; invece l'ultima figlia, Olimpia, si sposò con il conte Francesco II Gonzaga di Novellara.
Mentre tra i figli maschi Giberto VIII, Fabrizio e Camilo, degno di nota fu proprio quest'ultimo.
Camillo, ottenne nel 1551 (unitamente ai fratelli Giberto e Fabrizio) l'investitura di Correggio dall'imperatore Carlo V d'Asburgo. Poi ottenne dall'imperatore Ferdinando I d'Asburgo, nel 1559, la concessione a Correggio di una zecca e quindi di potere battere moneta.
Eletto governatore di Corfù dai Veneziani, nel 1571 si trovò coinvolto nella celebre Battaglia di Lepanto e questo fu certamente l'ultimo vero atto glorioso della famiglia Da Correggio.
Morto Camillo nel 1605, questi lasciò unico erede un figlio illegittimo (poi legittimato), Siro, poiché i suoi due figli maschi legittimi erano entrambi morti giovanissimi molto tempo prima (Manfredo nel 1575 e Giberto nel 1585).
Siro, legittimato dal 1592, nel 1615 riuscì a ottenere dall'imperatore Mattia d'Asburgo l'investitura assoluta della Contea di Correggio. Infatti, nel frattempo anche l'ultimo ramo legittimo dei Da Correggio si era estinto con la morte in carcere di Girolamo nel 1612, lasciando di fatto Siro l'unico erede. Inoltre nel 1616 riuscì ad ottenere dallo stesso imperatore la creazione a "Principe" e l'elevazione di Correggio a Principato.
Tuttavia, la gloria di Siro e della casata era ben lontana dal durare nei secoli, tutt'altro. Infatti, invece di portar lustro alla casata, le opere di Siro la condannarono per sempre.
Nel 1617 Siro ostacolò l'operato dell'inquisitore Girolamo Zambeccari, che a lui aveva mosso critiche e la richiesta di consegna dei sospettati Giampaolo e Ottavio Pestalozzi. Ma Siro, di tutta risposta, ordinò l'uccisione dell'inquisitore stesso, che però riuscì a fuggire, sebbene fustigato e ferito. Il grave gesto irò il pontefice Paolo V Borghese che inizialmente lo accusò e lo fece rinchiudere in carcere, ma poi lo liberò, per la paura che Correggio finisse nelle mai degli Spagnoli. Ma il calvario di Siro era lungi dall'essere giunto al termine.
Nel 1623, infatti, nacque l'accusa di falsificazione monetaria, che, dopo vari eventi, si tradusse infine con la confisca totale del Principato di Correggio. La confisca, tuttavia, non era definitiva, poiché vi era in atto il patto di redenzione al prezzo di 230.000 fiorini, somma che Siro era in verità impossibilitato di pagare. Perciò, nel 1633 la somma venne pagata dal Re di Spagna, che poi alla fine nel 1635 vendette a egual prezzo il Principato agli Estensi di Modena, che lo iglobarono nei propri domini.
Così terminò il lungo dominio di quella famiglia che dominò Correggio e i territori vicini sin dall'XI secolo.
Siro, confiscato di tutti i beni e territori, visse e morì poverissimo. I suoi discendenti si batterono indarno per la restituzione del Principato perduto, ma infine anche questo unico ed ultimo ramo familiare si estinse, tramite la morte dell'ultimo Da Correggio, il 18enne Camillo morto nel 1711.

## Linea dinastica
Per la scarsa presenza di fonti e la conseguente mancanza di date e notizie, è molto difficile una ricostruzione precisa di quei membri appartenenti a questa famiglia che governarono Correggio. A questa scarsità di documentazione si aggiunge anche la tradizione familiare che questa dinastia, come altre dell'epoca, adottava: il condominio, ovvero che tutti gli esponenti maschi legittimi e laici erano comproprietari di quelle terre, senza quindi ricorrere al diritto di primogenitura maschile.
L'imprecisa ricostruzione, dunque, è tutta basata puramente sulla genealogia riscontrabile dalle tavole che il conte Pompeo Litta Biumi scrisse per questa famiglia nel suo Famiglie celebri italiane.
Inoltre, per evitare confusioni, il seguente elenco utilizza il metodo di numerazione romana per gli omonimi, sebbene tale numerazione non fu utilizzata in vita dai medesimi signori.

### Signori di Correggio, XI secolo–1452
Tra parentesi è indicato il periodo di governo, non la data di nascita e di morte, sebbene quest'ultima spesso coincida: (data di inizio – data di fine).
- Frogerio I (inizio XI secolo – 1029 circa)
- Guido I (1029 circa – post 1038) – con il fratello Gherardo I
- Gherardo I (1029 circa – 1080 circa) – con il fratello Guido I
- Alberto I (1080 circa – ???)
- Gherardo II (??? – post 1109) – possedeva il titolo personale di "conte"
- Matteo I (??? – ???)
- Gherardo III (ante 1141 – post 1150)
- Alberto II (post 1150 – post 1174) – con il fratello, dal nome ignoto
- nome ignoto (post 1150 – ???) – con il fratello Alberto II (?)
- Gherardo IV (post 1150 – post 1203) – con lo zio Alberto II
- Giberto I (??? – post 1197) – con il padre Gherardo IV e lo zio Alberto II (?)
- Frogerio II (post 1174 – post 1214) – con i fratelli Matteo II e Tommaso
- Matteo II (post 1174 – post 1215) – con i fratelli Frogerio II e Tommaso
- Tommaso (post 1174 – post 1227) – con i fratelli Frogerio II e Matteo II
- Frogerio III (post 1215 – post 1216) – con il nipote Gherardo V e lo zio Tommaso (?)
- Giberto II (post 1216 – ???) – con il cugino Gherardo V (?)
- Gherardo V de' Denti (post 1197 – 1257 circa)
- Matteo III (1257 circa – post 1288) – con il fratello Guido II
- Guido II (1257 circa - 15 gennaio 1299) – con il fratello Matteo III
- Jacopino (??? – post 1264)
- Guidotto (??? – post 1264)
- Cavalca (??? – post 1264)
- Obizzo (??? – post 1264)
- Guglielmo I (??? – post 1264)
- Guido III (??? – post 1260)
- Matteo IV (??? – post 1270)
- Gherardino (post 1264 – post 1265)
- Bartolomeo (post 1264 – post 1265)
- Ungardo (post 1264 – 1303)
- Corrado (post 1264 – post 1304)
- Bernardo (post 1264 – post 1281)
- Guglielmo II (post 1281 – 1297; cedette la sua parte a Corrado)
- Ettore (post 1281 – 1297; cedette la sua parte a Corrado)
- Giberto III (15 gennaio 1299 – 25 luglio 1321)
- Matteo V (15 gennaio 1299 – post 1323)
- Simone (25 luglio 1321 – 1344) – con i fratelli Guido IV, Giovanni e Azzo
- Guido IV (25 luglio 1321 – 1345) – con i fratelli Simone, Giovanni e Azzo
- Giovanni (25 luglio 1321 – post 1363) – con i fratelli Simone, Guido IV e Azzo
- Azzo (25 luglio 1321 – 1367) – con i fratelli Simone, Guido IV e Giovanni
- Gilberto IV (1345 – 1372; deposto dal nipote Guido V)
- Gianfrancesco I Cagnolo (1344 – ???)
- Ludovico I (1367 – 1373)
- Giberto (V) (1367 – 19 aprile 1402)
- Ludovico II (??? – ???; cedette la sua parte a Giberto IV)
- Guido V (1372 – 1389, confiscato)
- Pietro (1389 – 1414) – con i fratelli Gherardo VI, Galasso e Giberto V
- Gherardo VI (1389 – 1430 circa) – con i fratelli Pietro, Galasso e Giberto V
- Galasso (1389 – 1441 circa) – con i fratelli Pietro, Gherardo VI e Giberto V
- Giberto V (1389 – post 1446) – con i fratelli Pietro, Gherardo VI e Galasso
- Niccolò I (1430 circa – 1449) – con i fratelli Giberto VI, Antonio e Manfredo
  - Giberto VI (1430 circa – 1452; diventò "conte") – con i fratelli Niccolò I, Antonio e Manfredo, poi anche con il nipote Niccolò II
  - Antonio (1430 circa – 1452; diventò "conte") – con i fratelli Niccolò I, Giberto VI e Manfredo, poi anche con il nipote Niccolò II
  - Manfredo I (1430 circa – 1452; diventò "conte") – con i fratelli Niccolò I, Giberto VI e Antonio, poi anche con il nipote Niccolò II
  - Niccolò II il Postumo (1450 – 1452; diventò "conte") – con gli zii Giberto VI, Antonio e Manfredo

### Conti di Correggio, 1452–1616

Stemma dei conti di Correggio dopo il 1580.

- Giberto VI (1452 – 1455) – con i fratelli Niccolò I, Antonio e Manfredo, poi anche con il nipote Niccolò II
- Antonio (1452 – 1469; deposto dal fratello Manfredo) – con i fratelli Niccolò I, Giberto VI e Manfredo, poi anche con il nipote Niccolò II
- Manfredo I (1452 – 1474) – con i fratelli Niccolò I, Giberto VI e Antonio, poi anche con il nipote Niccolò II
- Niccolò II il Postumo (1452 – 1508) – con gli zii Giberto VI, Antonio e Manfredo, poi con i cugini Giberto VII e Borso
- Borso (1474 – 1504) – con il fratello Giberto VII e il cugino Niccolò II
- Giberto VII (1474 – 26 agosto 1518) – con il fratello Borso e il cugino Niccolò II, poi anche con il nipote Giangaleazzo e infine con i nipoti Gianfrancesco II e Manfredo II
- Giangaleazzo (1508 – 1517) – con gli zii Giberto VII e Borso
- Gianfrancesco II (27 maggio 1517 – 1531) – con lo zio Giberto VII e il fratello Manfredo II, poi anche con i cugini Ippolito e Girolamo
- Manfredo II (27 maggio 1517 – 20 marzo 1546) – con lo zio Giberto VII e il fratello Gianfrancesco II, poi anche con i cugini Ippolito e Girolamo
- Ippolito (16 dicembre 1520 – 1552) – con il fratello Girolamo e i cugini Gianfrancesco II e Manfredo II
- Girolamo (16 dicembre 1520 – 8 ottobre 1572; cardinale dal 1561) – con il fratello Ippolito e i cugini Gianfrancesco II e Manfredo II
- Alessandro (8 ottobre 1572 – 1579; 3 marzo 1580 – 23 ottobre 1591) – figlio illegittimo legittimato, fu in contesa con i cugini
- Giberto VIII (1551 – 22 maggio 1580) – con i fratelli Fabrizio e Camillo
- Fabrizio (1551 – 1597) – con i fratelli Giberto VIII e Camillo
- Camillo (1551 – 3 giugno 1605) – con i fratelli Giberto VIII e Fabrizio
  - Siro (30 marzo 1615 – 13 febbraio 1616; diventò "principe")

### Principi di Correggio, 1616–1631
- Siro (13 febbraio 1616 – 1631; confisca del Principato da parte dell'imperatore)

## Domini dinastici
Al momento della confisca al suo ultimo sovrano, il principe Siro da Correggio, il Principato consisteva propriamente nella città di Correggio con Campagnola e Fabbrico e con i feudi di Canolo, Fosdondo, Mandrio, Mandriolo, Rio Saliceto, San Biagio e San Martino.
Durante le epoche, dall'XI al XVII secolo, oltre ai territori storici di famiglia, i Da Correggio dominarono anche su molti altri, perlopiù in Emilia.
Tra tutti, certamente il più importante fu Parma, così come Cremona e Guastalla.
Un ramo cadetto ottenne il titolo di Signore poi di Conte sul territorio di Casalpò, oggi una frazione del comune di Poviglio.